# Jeff Peeters
Jeff Peeters (Rijmenam, 20 december 1978) is een Belgisch voormalig wielrenner. Hij reed voor onder meer Vlaanderen-T-Interim en AN Post-Sean Kelly Team.

## Belangrijkste overwinningen
2002
- Eindklassement Tour Nord-Isère

## Grote rondes
Geen